# Wapen van Wingene
Het wapen van Wingene is het heraldisch wapen van de West-Vlaamse gemeente Wingene. Het eerste wapen werd op 15 oktober 1823 en opnieuw op 12 augustus 1838 aan de gemeente Wingene toegekend. Het huidige, nieuwe wapen werd voor op 3 december 1987 aan de fusiegemeente Wingene toegekend.

## Geschiedenis
Het huidige wapen is dat van de familie de Haveskercke, die als enige familie zowel over de deelgemeente Wingene (1607-1687) als over de deelgemeente Zwevezele (1634-1784) heersten. Voorheen voerde Wingene als gemeentewapen een doorsneden wapen met boven in goud een snip van sabel en onder een vlak van sinopel. Bij de aanvraag van dit wapen werd aangegeven dat dit van oudsher in gebruik zou zijn geweest, al zou er geen bewijsstukken zijn toegevoegd bij de aanvraag. In de 17e eeuw voerden de heren van Wingene het gecombineerde wapen Berthout-Boutershem (Doorsneden 1. in goud drie palen van keel; 2. in sinopel drie maliën van zilver), waarvan de grondkleuren werden gebruikt voor het eerste wapen namelijk goud voor het bovenste en sinopel voor het onderste.

## Blazoenering
De blazoenering van het eerste wapen luidde als volgt:

Doorsneden 1. in goud een omgewende snip van sabel 2. van sinopel.
— Koninklijk Besluit van 12 augustus 1838.

De huidige blazoenering is:

In goud een dwarsbalk van keel.
— Ministerieel Besluit van 3 december 1987.